# مايك ديواين
مايك ديواين (بالإنجليزية: Mike DeWine)‏ إسمه الكامل ريتشارد مايكل ديواين (بالإنجليزية: Richard Michael DeWine)‏ هو سياسي ومحامي أمريكي من الحزب الجمهوريولد في يوم 5 يناير 1947 في بلدة يلو سبرينغز في ولاية أوهايو. يشغل منصب حاكم ولاية أوهايو منذ يناير 2019 حيث خلف جون كيسيك، كما شغل منصب سيناتور الولاية في مجلس الشيوخ الأمريكي من سنة 1995 إلى سنة 2007. متزوج وله ثمانية أبناء.